# Diocesi di Boreo
La diocesi di Boreo (in latino Dioecesis Boriensis) è una sede soppressa del patriarcato di Alessandria e una sede titolare della Chiesa cattolica.

## Storia
Boreo, identificabile con Tabibbi nell'odierna Libia, è un'antica sede episcopale della provincia romana della Libia Pentapolitana (Cirenaica), sottomessa al patriarcato di Alessandria.
Unico vescovo documentato dalle fonti letterarie è Senziano, menzionato nella storia ecclesiastica di Filostorgio, e che avrebbe preso le difese di Ario durante il concilio di Nicea del 325, ma che successivamente se ne separò.
Un papiro, in cattive condizioni di conservazione, contiene parte della lettera festale che Cirillo di Alessandria indirizzò a tutti i vescovi del patriarcato per annunciare la data della Pasqua del 413. La lettera è accompagnata dall'elenco dei vescovi deceduti quell'anno e di coloro che ne presero il posto; anche a Boreo ci fu un avvicendamento, ma le condizioni in cui si trova il papiro non permettono di conoscere i nomi dei vescovi, quello morto e il suo successore.
Dal 1933 Boreo è annoverata tra le sedi vescovili titolari della Chiesa cattolica; la sede è vacante dal 4 maggio 1990.

## Cronotassi

### Vescovi
- Senziano † (menzionato nel 325) (vescovo ariano)
- Anonimo † (? - 413 deceduto)
- Anonimo † (413 - ?)

### Vescovi titolari
- Louis-Joseph-Ephrem Groshenry, S.M.A. † (17 giugno 1937 - 18 maggio 1962 deceduto)
- Sinforiano Lucas Rojo, O.M.I. † (24 agosto 1962 - 4 maggio 1990 deceduto)